# Artur Rodziński
Artur Rodziński (ur. 1 stycznia 1892 w Splicie, zm. 27 listopada 1958 w Bostonie) – polski dyrygent, od 1926 aktywny w USA.

## Życiorys
Był doktorem prawa Uniwersytetu Wiedeńskiego, gdzie również kontynuował studia muzyczne. Nie otrzymał dyplomu, ponieważ przeszkodził mu wybuch I wojny światowej. W latach 1918–1919 był dyrygentem Opery Lwowskiej, następnie Opery i Filharmonii Warszawskiej (1920−1925). Na zaproszenie Leopolda Stokowskiego wyjechał do Stanów Zjednoczonych i w latach 1926–1929 pełnił funkcję dyrygenta-asystenta Orkiestry Filadelfijskiej. Równocześnie prowadził także orkiestrę i klasę operową w Curtis Institute of Music. Następnie był dyrektorem muzycznym Los Angeles Philharmonic (1929–1933), Cleveland Orchestra (1933–1943), Filharmonii Nowojorskiej (1943–1947) i Chicagowskiej (1947–1948).
Występował w Ameryce Północnej, Europie i Ameryce Południowej. Propagował muzykę polską, zwłaszcza dzieła Stanisława Moniuszki, Mieczysława Karłowicza i Karola Szymanowskiego. Był wykonawcą dzieł Richarda Straussa i Richarda Wagnera. W listopadzie 1958 w Chicago wystawił z wielkim sukcesem Tristana i Izoldę Wagnera, z udziałem szwedzkiej sopranistki Birgit Nilsson. 10 dni później zmarł na atak serca.

## Życie prywatne
Był dwukrotnie żonaty. Jego pierwszą żoną była pianistka austriacka Ilse Reimesch. Po rozwodzie ożenił się z Haliną Rodzińską z domu Lilpop, która była spokrewniona z żoną Jarosława Iwaszkiewicza, Anną. Spisała obszerne wspomnienia wydane pod tytułem Our Two Lives (wyd. polskie: Halina Arturowa Rodzińska, Nasze wspólne życie, Warszawa 1980, ISBN 83-07-00031-9).
Synem Artura i Haliny jest Richard Rodzinski, amerykański menadżer muzyczny, absolwent Columbia University, powiązany m.in. z Międzynarodowym Konkursem Pianistycznym im. Van Cliburna, członek honorowy Światowej Federacji Międzynarodowych Konkursów Muzycznych.